# Falcon 1
Falcon 1 — ракета-носій, яку розробила компанія SpaceX. Перші три запуски закінчилися аваріями, але четвертий і п'ятий були повністю успішними. Планувалася як частково багаторазова, але її перший ступінь жодного разу не був врятований. 
Надалі програму згорнули і почали використовувати ракету-носій більшої вантажності Falcon 9.

## Історія
Ракету Falcon 1 розробили на приватні кошти. Однак перші два запуски були замовлені Міністерством Оборони США в рамках програми, яка оцінює нові американські ракети-носії для агентства DARPA.
Загальна вартість розробки Falcon 1 складала близько 90 мільйонів доларів США. [Архівовано 7 грудня 2014 у Wayback Machine.]
Falcon 1 був найлегшим носієм сімейства Falcon. Пізніше на основі Falcon 1 був розроблений потужніший Falcon 9. 

## Проєкт
За даними SpaceX, Falcon 1 розробили, щоб мінімізувати ціну за запуск супутників на низьку навколоземну орбіту.

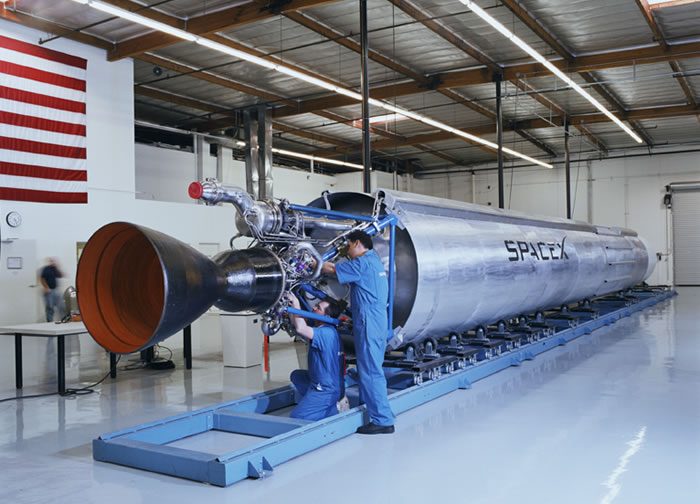
Falcon 1 в цеху. Вид двигуна Merlin на першому ступені.

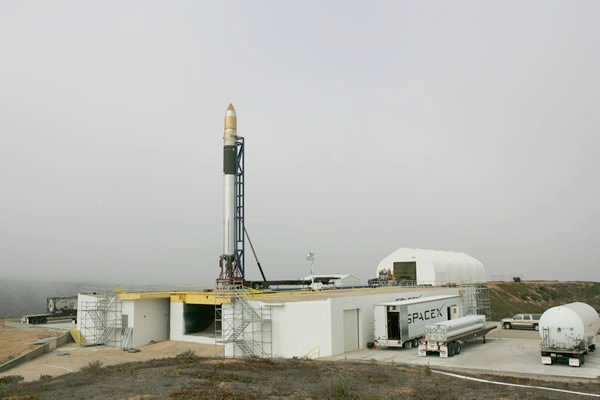
Falcon 1 на авіабазі Ванденберг.

### Перший ступінь
Перший ступінь виготовлений зі звареного тертям алюмінієвого сплаву 2219.
Для перших двух запусків Falcon 1 використовував двигун Merlin 1A. Покращена версія двигуна, Merlin 1B, повинна була встановлюватись на наступних польотах носія, однак двигун додатково вдосконалили до версії Merlin 1C. Його застосували під час третього, четвертого та п'ятого польотів Falcon 1 і під час перших п'яти запусків Falcon 9.
Перший ступінь на перших двух польотах був оснащений одним двигуном Merlin 1А, який спалював рідкий кисень та високоочищену форму гасу (ракетне паливо). Це забезпечувало тягу до 330 кілоньютонів на рівні моря (у вакуумі до 370 кН) та питомий імпульс до 245 с (у вакуумі до 290 с). Під час наступних запусків використали Merlin 1C з тягою 350 кН на рівні моря (близько 395 кН у вакуумі) та питомим імпульсом 256 с (302,5 с у вакуумі) До повного згоряння потрібно близько 169 секунд.
Розстиковка ступенів проводилася за допомогою піроболтів та пневматичних штовхачів.

### Другий ступінь
Паливні баки другого ступеню виготовлені з кріогенно-сумісного алюмінієвого сплаву 2014. Планувалося на модифікації Falcon 1e перейти на алюмінієво-літієвий сплав.
Ступінь працював від двигуна Kestrel з тягою 31 кН та питомим імпульсом 317 с у вакуумі. Використовується система TEA-TEB для забезпечення можливості багаторазового запуску двигуна.
Також використовувався алюмінієвий обтікач заввишки 3,5 м та діаметром 1,5 м.

### Багаторазовість
Планувалося, що перший ступінь після розстиковування буде приводятись в океан для досліджень щодо подальшого використання. Для цього у верхній частині ступеню була встановлена парашутна система з гальмівного і основного парашутів, виготовлена компанією Irvin Aerospace. Але ця здатність не була продемонстрована. Другий ступінь не був розроблений для повторного використання.

## Ціна
SpaceX зазначила, що ціни запуску Falcon 1 є однаковими для всіх клієнтів.
У 2005 році вартість за Falcon 1 становила 5,9 мільйона доларів (8,1 мільйона доларів з поправкою на інфляцію). У 2006-2007 роках ціна ракети, коли вона була введена в експлуатацію, становила 6,7 мільйонів доларів. А наприкінці 2009 року SpaceX оголосила про нові ціни на Falcon 1 і 1e у розмірі 7 мільйонів і 8,5 мільйонів доларів відповідно, з невеликими знижками для контрактів на багатозапуск.
Історично склалося, що за допомогою Falcon 1 спочатку планувалося виводити на низьку навколоземну орбіту близько 600 кілограмів за 6 мільйонів доларів США. Пізніше вага корисного вантажу знизилася до приблизно 420 кілограмів, а ціна зросла приблизно до 9 000 000 доларів США. Це була пропозиція SpaceX, спрямована на те, щоб відкрити ринок запуску малих супутників для конкуренції.
За прогнозами, остаточна версія Falcon 1 (Falcon 1e), забезпечила б приблизно 1000 кг за 11 мільйонів доларів США.

## Запуски

### Перший запуск
Перший запуск 24 березня 2006 закінчився невдачею на етапі роботи двигуна першого ступеня. Практично одразу після старту почалася пожежа, викликана течею гасу через корозію накидної гайки датчика тиску палива. Після перегорання комунікацій ракета втратила керування та автоматично був зупинений двигун першого ступеня. Ракета впала у воду недалеко від місця старту.

### Другий запуск
Другий запуск 21 березня 2007 закінчився невдачею на етапі роботи другого ступеня: через нерозраховані умови при розділенні ступенів другий ступінь увійшов у режим автоколивань, які досягли такого рівня, що паливо перестало надходити до двигуна.

### Третій запуск
Третій запуск 3 серпня 2008 закінчився невдачею. Ракета несла один військовий американський супутник, два малайзійські мікросупутники та вантаж праху для поховання в космосі. На третій хвилині польоту зв'язок із ракетою було втрачено. Згідно з офіційною заявою компанії, до розділення ступенів політ тривав нормально, однак через більший імпульс післядії двигуна Мерлін-1С перший ступінь після розділення наздогнав другий і вдарив по ньому. Удар припав на момент запуску двигуна другого ступеня, унаслідок чого другий ступінь вийшов із ладу.

### Четвертий запуск

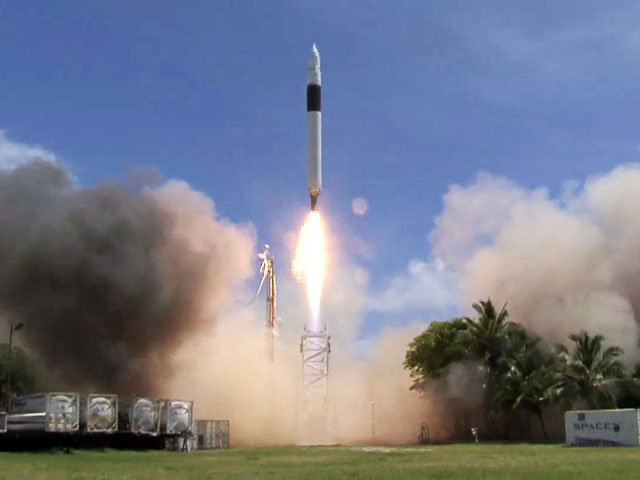
Перший успішний запуск Falcon 1.

28 вересня 2008 на борту ракети був макет вантажу масою 165 кілограмів. Запуск успішний, макет вантажу був виведений на розрахункову орбіту.
Первісні орбітальні дані апарату
- Перицентр та апоцентр (км) — 500
- Перицентр та апоцентр (км) — 700
- Кут нахилу площини орбіти до площини екватора Землі — 9,2°

### П'ятий запуск
Увечері 13 липня (14 липня о 08:36 за київським часом) 2009 двоступенева ракета Falcon 1 успішно стартувала в космос із малайзійським супутником RazakSAT на борту. Супутник виготовлено малайзійською компанією Astronautic Technology (M) Sdn Bhd (ATSB). Апарат важить 180 кг, а його діаметр і довжина становлять 1,2 м.